# Gastrochilus hainanensis
Gastrochilus hainanensis — трявянистое растение семейства Орхидные.
Вид не имеет устоявшегося русского названия, в русскоязычных источниках используется научное название Gastrochilus hainanensis.

## Ареал
Провинции Хайнань (Китай) и Куангбинь (Вьетнам).
Эпифит в лесах на высотах от 300 до 400 метров над уровнем моря.
В природе редок. Относится к числу охраняемых видов (II приложение CITES).

## В культуре
Температурная группа: тёплая. 

Любит постоянную влажность.
Наиболее предпочтительна посадка на блок.